# Wahlen in Sri Lanka
Wahlen in Sri Lanka finden, wie in den meisten Staaten der Welt auf mehreren politischen Ebenen statt – zum einen auf kommunaler Ebene, zum zweiten auf Ebene der Provinzen Sri Lankas und zum dritten auf landesweiter Ebene für das Parlament und für das Präsidentenamt. Im Folgenden wird der Modus der Präsidentschaftswahlen, Provinzialratswahlen und Parlamentswahlen in Sri Lanka erläutert und ein kurzer historischer Überblick gegeben. Das heute in Sri Lanka gültige Wahlsystem wurde durch die Verfassung aus dem Jahr 1978, die im Laufe der Jahre durch mehrere Verfassungszusätze (Amendments) ergänzt wurde, festgelegt.

## Wahlen in der britischen Kolonie Ceylon

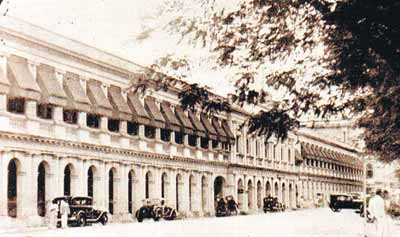
Sitzungsgebäude des Legislative Council of Ceylon in den 1920er Jahren (heute Sitz des Außenministeriums von Sri Lanka) in Colombo

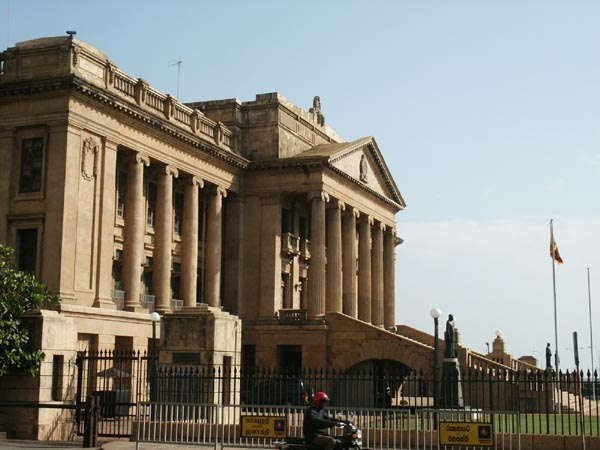
Ehemaliger Sitz des State Council of Ceylon in Colombo in den Jahren 1931 bis 1947 (heute das Sekretariat des Präsidenten von Sri Lanka)

Die ersten landesweiten Wahlen fanden in der damaligen britischen Kolonie Ceylon im Jahr 1911 statt. Vier der 21 Mitglieder des Legislative Council of Ceylon, des „Gesetzgebenden Rats von Ceylon“, wurden erstmals durch eine Wahl bestimmt. 11 Mitglieder des Legislative Council waren höhere britische Kolonialbeamte, darunter auch der Gouverneur der Kolonie. Sechs weitere Mitglieder wurden vom Gouverneur ernannt – zwei Singhalesen aus dem Küstenland, ein Singhalese aus dem Bergland von Kandy, zwei Tamilen und ein Muslim (ein Angehöriger der Moors). Von den vier gewählten Vertretern entfielen zwei auf die in Ceylon ansässigen Europäer, einer auf die Burgher und einer auf die übrige ceylonesischen Bevölkerung. Insgesamt waren nur 2938 Ceylonesen (darunter 1659 Singhalesen, 1072 Tamilen) wahlberechtigt, da das Wahlrecht an bestimmte Bedingungen, wie materieller Besitz und Bildungsgrad gebunden war. Als erster gewählter Vertreter der autochthonen ceylonesischen Bevölkerung zog der Tamile P. Ramanathan in den Legislative Council ein.
Die nächsten Wahlen zum Legislative Council fanden danach in den Jahren 1916, 1921 und 1924 statt. Unter dem Druck der ceylonesischen Autonomie- und später Unabhängigkeitsbewegung wurde das Wahlrecht sukzessive erweitert.
1920 wurde die Zahl der Mitglieder des Legislative Council auf 37 (?) erhöht, von denen 19 gewählt wurden (5 von den Europäern, 2 von den Burghern, einer als Repräsentant der Handelskammer von Ceylon und die restlichen 11 verteilt in den damaligen 9 Provinzen Ceylons). 1923 folgte eine erneute Reform. Der Council bestand nun aus 49 Mitgliedern, von denen 29 gewählt wurden, davon drei durch die Europäer, zwei durch die Burgher und ein Tamile in der Westprovinz. Die restlichen 23 Mitglieder wurden in den Provinzen gewählt.
Da sich die singhalesische und tamilische Mehrheitsbevölkerung dadurch nicht ausreichend und gerecht repräsentiert sah, wurde schließlich von England aus eine Kommission unter dem Liberalen Lord Donoughmore nach Ceylon entsandt, die 1927 dort eintraf. Nach etlichen Anhörungen vor Ort legte die Donoughmore-Kommission im Juli 1928 vor dem britischen Unterhaus ihre Empfehlungen dar. Diese waren weitgehend. Sie empfahl die Ersetzung des Legislative Coucil durch einen vollständig gewählten State Council of Ceylon („Ceylonesischer Staatsrat“). Unter anderem empfahl sie auch die Einführung des allgemeinen Wahlrechts und auch die Einführung des allgemeinen Frauenwahlrechts ab dem 21. Lebensjahr und dies zu einer Zeit, in der das Mindest-Wahlalter für Frauen in Großbritannien selbst noch bei 28 Jahren lag. Diese Vorschläge gingen selbst den nach mehr Repräsentation strebenden Führern der Tamilen und Singhalesen vielfach zu weit, die zögerten, Frauen oder niederen Kasten das Wahlrecht zuzugestehen. Die Wahl zum ersten Staatsrat von Ceylon fand über 7 Tage vom 13. bis 20. Juni 1931 statt. Die Eröffnung desselben am 7. Juli 1931 wurde weitgehend von den politischen Führern insbesondere der Tamilen boykottiert.
Die indischen Tamilen, die als Wanderarbeiter auf den Plantagen arbeiteten, erhielten kein Wahlrecht zum Staatsrat. Nach kurzer Zeit erkannten die tamilischen und singhalesischen Politiker die Möglichkeiten der neuen Repräsentativversammlung und wirkten aktiv darin mit. Der Staatsrat bestand aus 58 Mitgliedern, die in allgemeiner Wahl von der Bevölkerung Ceylon gewählt wurden. Er übernahm nicht nur gesetzgeberische Aufgaben, sondern wählte auch Komitees, die exekutive Befugnisse hatten. Besonderen Wert hatte die Donoughmore-Kommission darauf gelegt, dass Tamilen und Singhalesen in diesen Komitees paritätisch vertreten sein mussten. Jedes Komitee hatte einen Vorsitzenden im Ministerrang. Die britische Kolonialmacht reservierte sich neben dem Posten des Gouverneurs die Besetzung der Ministerposten für Verteidigung, Justiz und auswärtige Beziehungen. Nach 1931 gab es nur noch eine weitere Wahl zum Staatsrat im Jahr 1936 über 11 Tage vom 22. Februar bis 7. März 1936. Während des Zweiten Weltkriegs 1939 bis 1945 wurden keine Wahlen abgehalten, so dass der 1936 gewählte Staatsrat bis 1947 im Amt blieb. 1947 fand die nächste Wahl statt, wobei hier der Staatsrat schon als „Parlament“ bezeichnet wurde. Sri Lanka erhielt den Status eines Dominions und wurde 1948 offiziell in die Unabhängigkeit entlassen.

## Nach der Unabhängigkeit im Jahr 1948
| Wahl                      | Wahldatum                      |
| ------------------------- | ------------------------------ |
| Parlamentswahl 1947       | 23. Aug. 1947 – 20. Sept. 1947 |
| Parlamentswahl 1952       | 30. Mai 1952 – 30. Mai 1952    |
| Parlamentswahl 1956       | 5. Apr. 1956 – 10. April 1956  |
| Parlamentswahl März 1960  | 19. März 1960                  |
| Parlamentswahl Juni 1960  | 20. Juni 1960                  |
| Parlamentswahl 1965       | 22. März 1965                  |
| Parlamentswahl 1970       | 27. Mai 1970                   |
| Parlamentswahl 1977       | 21. Juli 1977                  |
| Präsidentschaftswahl 1982 | 20. Okt. 1982                  |
| Referendum 1982           | 22. Dez. 1982                  |
| Präsidentschaftswahl 1988 | 19. Dez. 1988                  |
| Parlamentswahl 1989       | 15. Feb. 1989                  |
| Parlamentswahl 1994       | 16. Aug. 1994                  |
| Präsidentschaftswahl 1994 | 9. Nov. 1994                   |
| Präsidentschaftswahl 1999 | 21. Dez. 1999                  |
| Parlamentswahl 2000       | 10. Okt. 2000                  |
| Parlamentswahl 2001       | 5. Dez. 2001                   |
| Parlamentswahl 2004       | 2. Apr. 2004                   |
| Präsidentschaftswahl 2005 | 17. Nov. 2005                  |
| Präsidentschaftswahl 2010 | 26. Jan. 2010                  |
| Parlamentswahl 2010       | 8. Apr. 2010                   |
| Präsidentschaftswahl 2015 | 8. Jan. 2015                   |
| Parlamentswahl 2015       | 17. Aug. 2015                  |
| Präsidentschaftswahl 2019 | 16. Nov. 2019                  |
| Parlamentswahl 2020       | 5. Aug. 2020                   |
| Präsidentschaftswahl 2022 | 20. Juli 2022                  |
| Präsidentschaftswahl 2024 | 21. Sep. 2024                  |
| Parlamentswahl 2024       | 14. Nov. 2024                  |

### Die ersten beiden Verfassungen von 1948 und 1972
Die erste Verfassung des unabhängigen Ceylon (der Landesname wurde erst 1972 in Sri Lanka geändert) war stark am britischen Westminster-Modell orientiert. Es gab ein Zweikammer-Parlament, bestehend aus dem Abgeordnetenhaus (House of Representatives) und dem Senat. Das Abgeordnetenhaus setzte sich anfänglich aus 101, und ab 1960 aus 157 Mitgliedern zusammen, die in Einzelwahlkreisen nach dem relativen Mehrheitswahlrecht, ebenfalls nach britischem Vorbild, gewählt wurden.
Die neue Verfassung aus dem Jahr 1972 wandelte Ceylon in eine Republik unter dem neuen Namen Sri Lanka um. Der Senat wurde abgeschafft und das Repräsentantenhaus, das nunmehr die Bezeichnung National State Assembly („Nationale Staatsversammlung“) trug, bestand aus 168 gewählten Mitgliedern. Anstelle des britischen Monarchen, der bisher offizielles Staatsoberhaupt gewesen war, trat ein Präsident, der aber größtenteils nur repräsentative Funktionen ausübte. Die Regierungsgeschäfte wurden vom Premierminister geführt, der vom Parlament gewählt wurde und auch von diesem wieder abberufen werden konnte.

### Die dritte Verfassung aus dem Jahr 1978
1978 trat eine neue Verfassung für Sri Lanka in Kraft, die im Wesentlichen bis heute Gültigkeit hat. Das parlamentarische System nach Westminster-Vorbild wurde durch ein Präsidialsystem ersetzt. Die Rolle des Präsidenten wurde nach dem Muster der französischen Präsidialverfassung deutlich gestärkt. Der Präsident wurde nunmehr unabhängig vom Parlament direkt gewählt, ernannte die Regierung und führte indirekt die Regierungsgeschäfte durch einen von ihm ernannten, nicht direkt dem Parlament verantwortlichen Premierminister („executive presidency“). Mit dem 2015 in Kraft getretenen 19. Verfassungszusatz zur Verfassung Sri Lankas wurden die Machtbefugnisse des Präsidenten jedoch wieder deutlich zugunsten des Premierministers beschränkt.

#### Modus der Parlamentswahl
Die Verfassung von 1978 ersetzte bei der Wahl des Parlaments das bisherige Mehrheitswahlrecht in Einzelwahlkreisen durch ein Verhältniswahlrecht in Mehrpersonen-Wahlkreisen. Dazu wurde das Land in 22 Wahlkreise (electoral districts) aufgeteilt. In jedem Wahlkreis wird eine der Bevölkerungszahl entsprechende Zahl von Abgeordneten nach dem Verhältniswahlrecht gewählt. Die Gesamtzahl der so gewählten Abgeordneten beträgt 196. Die Wahlkreise sind in 160 Stimmbezirke (polling divisions) unterteilt, die jedoch nur eine verwaltungstechnische Funktion haben. Die 160 Stimmbezirke sind also keine Wahlkreise. Die Zahl der Wahlkreise ist durch die Verfassung (Sektion 96(1)) auf minimal 20 und maximal zunächst 24, später (nach dem 7. Verfassungszusatz vom 4. Oktober 1983) 25 beschränkt. Die Festlegung der Wahlkreisgrenzen obliegt einer in unregelmäßigen Abständen zusammentretenden Abgrenzungskommission (Delimitation Commission). Diese Kommission wurde zuletzt am 29. November 1978 berufen und veröffentlichte ihre Beschlüsse am 15. Januar 1981. Die erste Wahl, die auf Basis dieser Wahlkreiseinteilung abgehalten wurde, war die Wahl 1989. Die Wahlkreisgrenzen sind seither unverändert geblieben.

Die 22 Wahlkreise (election districts) von Sri Lanka. Bis auf Vanni und Jaffna sind die Wahlkreise vom Zuschnitt her identisch mit den Distrikten von Sri Lanka. Sie tragen jedoch zum Teil andere Namen (Digamadulla = Distrikt Ampara, Mahanuwara = Distrikt Kandy).

Die Wahl in Wahlkreisen gewährleistet, dass die verschiedenen Landesteile im Parlament anteilig repräsentiert sind, was bei einem Wahlrecht mit landesweiten Parteilisten nicht notwendigerweise der Fall ist. Es gilt in jedem Wahlkreis eine 5-Prozent-Sperrklausel, d. h. Parteien mit weniger als 5 % der Stimmen werden bei der Verteilung der Sitze des Wahlkreises nicht berücksichtigt. In der Verfassung von 1978 (Sektion 99(5)) war sogar eine Sperrklausel von 12,5 % vorgeschrieben, diese wurde jedoch durch den 15. Verfassungszusatz vom 17. Dezember 1988 auf 5 % heruntergesetzt.
Zusätzlich wirkt das Wahlrecht in Mehrpersonenwahlkreisen ebenfalls wie eine Art Sperrklausel. Die Wahlkreise wählen jeweils zwischen 4 und 19 Abgeordnete. Um beispielsweise in einem 10-Abgeordneten-Wahlkreis gewählt zu werden, muss ein Kandidat also theoretisch in der Regel annähernd 1/10 = 10 % der Stimmen auf sich vereinen, bei Wahlkreisen mit beispielsweise nur 5 Abgeordneten sind es entsprechend 1/5 = 20 %. Dadurch werden kleinere Parteien benachteiligt. Um diesen Effekt etwas abzumildern führte der am 24. Mai 1988 in Kraft getretene 14. Verfassungszusatz die Wahl von weiteren 29 Abgeordneten auf landesweiter Ebene nach dem Verhältniswahlrecht ein. Dieses Wahlrecht hat die Bildung von großen Parteienallianzen wie der United People’s Freedom Alliance (UPFA) oder der United National Front (UNF) begünstigt. In diesen Allianzen, die bei Wahlen formell als eine Partei auftreten, sind dann mehrere Parteien vertreten. Auf diese Art und Weise können kleinere Parteien die Sperrklausel umgehen.
Das Parlament setzt sich also seit 1988 aus 196 in den Wahlkreisen und 29 landesweit gewählten Abgeordneten, insgesamt 225 Abgeordneten, zusammen. Die Legislaturperiode des Parlaments beträgt 6 Jahre. Ebenfalls seit 1988 haben die Wähler die Möglichkeit, auf dem Stimmzettel bei der von ihnen gewählten Partei bis zu drei Präferenzen abzugeben (Rang-Wahlrecht, d. h. für den Kandidaten erster, zweiter und dritter Präferenz). Damit ist es möglich, dass auch Kandidaten auf den hinteren Plätzen der Parteiliste das Rennen machen, wenn sie vom Wähler bevorzugt werden. Bei der Stimmauszählung wird zunächst der Sitzanteil der jeweiligen Partei bestimmt und anschließend werden die Präferenzstimmen der Wähler ausgewertet. Ein Nebeneffekt dieses Wahlrechts ist es, dass die Stimmzettel nicht selten Überlänge erreichen.
| Wahlkreis    | Parlamentswahl | Parlamentswahl | Parlamentswahl | Parlamentswahl | Parlamentswahl | Parlamentswahl | Parlamentswahl | Parlamentswahl | Parlamentswahl |
| Wahlkreis    | 1989           | 1994           | 2000           | 2001           | 2004           | 2010           | 2015           | 2020           | 2024           |
| ------------ | -------------- | -------------- | -------------- | -------------- | -------------- | -------------- | -------------- | -------------- | -------------- |
| Anuradhapura | 8              | 8              | 8              | 8              | 8              | 9              | 9              | 9              | 9              |
| Badulla      | 8              | 8              | 8              | 8              | 8              | 8              | 8              | 8              | 9              |
| Batticaloa   | 5              | 5              | 5              | 5              | 5              | 5              | 5              | 5              | 5              |
| Colombo      | 20             | 20             | 20             | 21             | 20             | 19             | 19             | 19             | 18             |
| Digamadulla  | 6              | 6              | 7              | 7              | 7              | 7              | 7              | 7              | 7              |
| Galle        | 11             | 10             | 10             | 10             | 10             | 10             | 10             | 10             | 9              |
| Gampaha      | 17             | 18             | 18             | 18             | 17             | 18             | 18             | 18             | 19             |
| Hambantota   | 7              | 7              | 7              | 7              | 7              | 7              | 7              | 7              | 7              |
| Jaffna       | 11             | 10             | 9              | 9              | 9              | 9              | 7              | 7              | 6              |
| Kalutara     | 11             | 10             | 10             | 10             | 10             | 10             | 10             | 10             | 11             |
| Kegalle      | 9              | 9              | 9              | 9              | 9              | 9              | 9              | 9              | 9              |
| Kurunegala   | 15             | 15             | 15             | 15             | 16             | 15             | 15             | 15             | 15             |
| Mahanuwara   | 12             | 12             | 12             | 12             | 12             | 12             | 12             | 12             | 12             |
| Matale       | 5              | 5              | 5              | 5              | 5              | 5              | 5              | 5              | 5              |
| Matara       | 9              | 8              | 8              | 8              | 8              | 8              | 8              | 7              | 7              |
| Moneragala   | 5              | 5              | 5              | 5              | 5              | 5              | 5              | 6              | 6              |
| Nuwara Eliya | 6              | 8              | 7              | 7              | 7              | 7              | 8              | 8              | 8              |
| Polonnaruwa  | 5              | 5              | 5              | 5              | 5              | 5              | 5              | 5              | 5              |
| Puttalam     | 7              | 7              | 8              | 7              | 8              | 8              | 8              | 8              | 8              |
| Ratnapura    | 10             | 10             | 10             | 10             | 10             | 10             | 11             | 11             | 11             |
| Trincomalee  | 4              | 4              | 4              | 4              | 4              | 4              | 4              | 4              | 4              |
| Vanni        | 5              | 6              | 6              | 6              | 6              | 6              | 6              | 6              | 6              |
| Summe        | 196            | 196            | 196            | 196            | 196            | 196            | 196            | 196            | 196            |

#### Modus der Präsidentschaftswahl
Die Dauer der Amtszeit des Präsidenten beträgt nach der Verfassung von 1978 sechs Jahre. Bei der Wahl des Präsidenten haben die Wähler ähnlich wie bei der Parlamentswahl die Möglichkeit Kandidaten erster, zweiter und dritter Präferenz auf dem Stimmzettel anzugeben. Bei der Stimmenauszählung werden zunächst die Stimmen der ersten Präferenz ausgewertet. Erzielt ein Kandidat die absolute Mehrheit der Stimmen, so ist er gewählt. Falls das nicht der Fall ist, wird der Kandidat mit der niedrigsten Zahl der Erste-Präferenz-Stimmen aus der Auswertung eliminiert. Alle folgenden Kandidaten rücken eine Stufe auf und dann werden erneut alle Erste-Präferenz-Stimmen ausgezählt. Dieses Verfahren wird so lange fortgesetzt bis ein Kandidat die Mehrheit der Erste-Präferenz-Stimmen hat. Dieser ist der Wahlsieger (instant-runoff-voting, Rangfolgewahl; nach Sektion 94 der Verfassung). Als ein Vorteil dieses Wahlrechts wird gesehen, dass die Wahl in einem Wahlgang entschieden wird und kein zweiter Wahlgang notwendig ist.

#### Wahlen zu den Provinzialräten
Am 14. November 1987 verabschiedete das sri-lankische Parlament den 13. Verfassungszusatz. Dessen Bestimmungen sahen eine Devolution der staatlichen Zentralmacht auf gewählte Provinzialräte (provincial councils) vor. Die Wahlen zu den Provinzialräten finden in den Provinzen Sri Lankas nach dem Verhältniswahlrecht statt. Bei Inkrafttreten des 13. Verfassungszusatzes hatte Sri Lanka 8 Provinzen, da aus der Nord- und Ostprovinz die Nordostprovinz gebildet worden war. Zum 1. Januar 2007 wurde diese jedoch nach einem Beschluss des Obersten Gerichts wieder geteilt, so dass seitdem 9 Provinzen und Provinzialräte existieren. Die Wahlen zu den Provinzialräten finden alle fünf Jahre statt. Die Provinzialräte haben beratende und gesetzgeberische Befugnisse in den Bereichen Erziehungswesen, Gesundheitswesen, Wohnungsversorgung, Infrastruktur und Sozialwesen. Die Exekutivfunktionen in den Provinzen werden durch einen vom Präsidenten ernannten Gouverneur und dessen Minister ausgeübt.

#### Referenden
Die sri-lankische Verfassung (Kapitel XIII) sieht die Möglichkeit zu Volksabstimmungen (Referenden) über Gesetzesvorlagen vor. Ein Referendum kann durch den Präsidenten angeordnet werden. Es kann sich dabei um Gesetzesvorlagen handeln, die zuvor durch das Parlament abgelehnt wurden. Ebenso ist ein Referendum fällig, falls der Oberste Gerichtshof Sri Lankas ein solches mit Zweidrittelmehrheit für notwendig erachtet. Wird die zur Abstimmung stehende Gesetzesvorlage mit absoluter Mehrheit der Abstimmenden befürwortet, so erlangt sie Gesetzeskraft. Voraussetzung ist, dass die Wahlbeteiligung mindestens bei 33,3 % liegt. Wenn die Abstimmenden der Gesetzesvorlage mit Zweidrittelmehrheit zugestimmt haben, erlangt sie in jedem Fall Gesetzeskraft, unabhängig von der Wahlbeteiligung. In der Geschichte Sri Lankas wurde bisher nur einmal ein nationales Referendum abgehalten und zwar am 22. Dezember 1982, angeordnet durch Präsident Junius Richard Jayewardene. Ein zweites von Präsidentin Chandrika Kumaratunga für den 21. August 2001 angekündigtes Referendum wurde vorher abgesagt.

#### Kritik am derzeitigen Wahlsystem
Seit etwa den 1990er Jahren gibt es eine anhaltende Diskussion in Sri Lanka, ob das Wahlsystem geändert werden soll. Ein Hauptkritikpunkt am derzeitigen Wahlsystem der Parlamentswahl ist der, dass die gewählten Abgeordneten ihren Wählern gegenüber nur ungenügend verantwortlich seien. Dadurch, dass die Wahl in Mehrpersonen- und nicht Einpersonenwahlkreisen stattfindet, könne der individuelle, in einem solchen Wahlkreis gewählte Abgeordnete nur ungenügend von der Wählerschaft zur Rechenschaft gezogen werden. Seine Wähler sind gewissermaßen diffus verstreut über einen größeren Bereich, in dem auch mehrere andere Personen gewählt wurden. Aufgrund der Mehrpersonenwahlkreise sind auch nicht alle Gebiete Sri Lankas personell gleich repräsentiert, wie das bei Einpersonenwahlkreisen der Fall wäre. Bemängelt wurde auch das Fehlen eines Systems der staatlichen Parteienfinanzierung, was dazu führe, dass vor allem Wohlhabende politisch aktiv sein könnten und die Korruption begünstige. Verglichen zu anderen asiatischen Staaten seien Frauen im Parlament hochgradig unterrepräsentiert, und die wenigen weiblichen Abgeordneten hätten häufig ihren Parlamentssitz wesentlich über familiäre Beziehungen erlangt.